# Neuhäusl (Gemeinde Mitterberg-Sankt Martin)

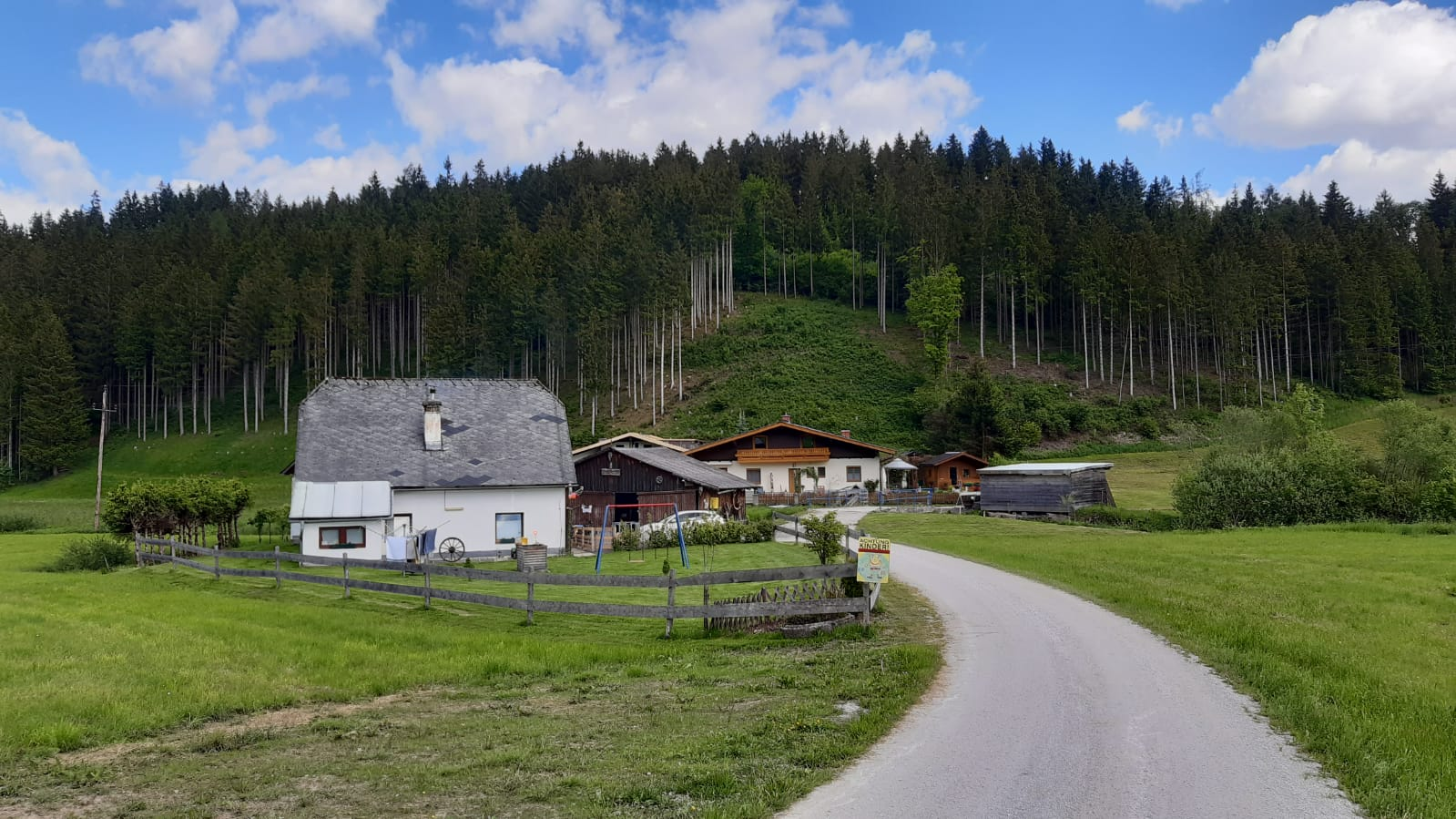
Ansicht des "Dorfzentrums"

Neuhäusl ist ein Weiler in der Gemeinde Mitterberg-Sankt Martin. Er besteht aus insgesamt fünf Gebäuden. Er ist Teil der Ortschaft Unterlengdorf. Der Gröbmingbach fließt durch den Weiler.